# Coppa d'Iraq
La Coppa d'Iraq (in arabo كأس العراق‎?, Kas aleiraq) è una competizione calcistica irachena a eliminazione diretta, organizzata dalla Federazione calcistica dell'Iraq con cadenza annuale dal 1948. 
La formazione più decorata in questa competizione è l'Al-Zawraa, che ha vinto il trofeo in 16 occasioni.

## Albo d'oro
| Stagione  | Vincitore                                   | Risultato                                   | Finalista                                   | Sede della finale                           |
| --------- | ------------------------------------------- | ------------------------------------------- | ------------------------------------------- | ------------------------------------------- |
| 1948-49   | Sharikat Naft Al Basra                      | 2 - 1                                       | Al Kuliya Al Askariya                       |                                             |
| 1975-76   | Al-Zawraa                                   | 5 - 0                                       | Baladiyat FC                                |                                             |
| 976-77    | non disputata                               | non disputata                               | non disputata                               | non disputata                               |
| 1977-78   | Al Tayaran                                  | 1 - 1 (5-3 dtr)                             | Al-Shorta                                   |                                             |
| 1978-79   | Al-Zawraa                                   | 3 - 1                                       | Al Jaish                                    |                                             |
| 1979-80   | Al Jaish                                    | 1 - 1 (4-2 dtr)                             | Al-Talaba                                   |                                             |
| 1980-81   | Al-Zawraa                                   | 1 - 0                                       | Al-Talaba                                   |                                             |
| 1981-82   | Al-Zawraa                                   | 2 - 1                                       | Al-Talaba                                   |                                             |
| 1982-83   | Al Jaish                                    | 2-1                                         | Al Shabab                                   |                                             |
| 1983-84   | Al Sinaa                                    | 0 - 0 (5-4 dtr)                             | Al Shabab                                   |                                             |
| 1984-85   | non conclusa a causa della guerra Iran-Iraq | non conclusa a causa della guerra Iran-Iraq | non conclusa a causa della guerra Iran-Iraq | non conclusa a causa della guerra Iran-Iraq |
| 1985-86   | non disputata                               | non disputata                               | non disputata                               | non disputata                               |
| 1986-87   | Al Rasheed                                  | 1 - 1 (4-3 dtr)                             | Al Jaish                                    |                                             |
| 1987-88   | Al Rasheed                                  | 0 - 0 (4-3 dtr)                             | Al-Zawraa                                   |                                             |
| 1988-89   | Al-Zawraa                                   | 3 - 0                                       | Al Tayaran                                  |                                             |
| 1989-90   | Al-Zawraa                                   | 0 - 0 (2-1 dtr)                             | Al Shabab                                   |                                             |
| 1990-91   | Al-Zawraa                                   | 1 - 1 (4-3 dtr)                             | Al Jaish                                    |                                             |
| 1991-92   | Al-Quwa Al-Jawiya                           | 2 - 1                                       | Khutut                                      |                                             |
| 1992-93   | Al-Zawraa                                   | 2 - 1                                       | Al-Talaba                                   |                                             |
| 1993-94   | Al-Zawraa                                   | 1 - 0                                       | Al-Talaba                                   |                                             |
| 1994-95   | Al-Zawraa                                   | 3 - 0                                       | Al Jaish                                    |                                             |
| 1995-96   | Al-Zawraa                                   | 2 - 1                                       | Al-Shorta                                   |                                             |
| 1996-97   | Al-Quwa Al-Jawiya                           | 1 - 1 (8-7 dtr)                             | Al-Shorta                                   |                                             |
| 1997-98   | Al-Zawraa                                   | 1 - 1 (4-3 dtr)                             | Al-Quwa Al-Jawiya                           |                                             |
| 1998-99   | Al-Zawraa                                   | 1 - 0                                       | Al-Talaba                                   |                                             |
| 1999-00   | Al-Zawraa                                   | 0 - 0 (4-3 dtr)                             | Al-Quwa Al-Jawiya                           |                                             |
| 2000-01   | non disputata                               | non disputata                               | non disputata                               | non disputata                               |
| 2001-02   | Al-Talaba                                   | 1 - 0                                       | Al-Shorta                                   |                                             |
| 2002-03   | Al-Talaba                                   | 1 - 0                                       | Al-Shorta                                   |                                             |
| 2003-2012 | non disputata                               | non disputata                               | non disputata                               | non disputata                               |
| 2012-2013 | non conclusa                                | non conclusa                                | non conclusa                                | non conclusa                                |
| 2013-2015 | non disputata                               | non disputata                               | non disputata                               | non disputata                               |
| 2015-16   | Al-Quwa Al-Jawiya                           | 2 - 0                                       | Al-Zawraa                                   | Stadio Al-Shaab, Baghdad                    |
| 2016-17   | Al-Zawraa                                   | 1 - 0                                       | Naft Al-Wasat                               | Stadio Al-Shaab, Baghdad                    |
| 2017-18   | non disputata                               | non disputata                               | non disputata                               | non disputata                               |
| 2018-19   | Al-Zawraa                                   | 1 - 0                                       | Al-Kahraba                                  | Stadio Al-Shaab, Baghdad                    |
| 2019-20   | non conclusa                                | non conclusa                                | non conclusa                                | non conclusa                                |
| 2020-21   | Al-Quwa Al-Jawiya                           | 0 - 0 (4-2 dtr)                             | Al-Zawraa                                   | Stadio Al-Shaab, Baghdad                    |
| 2021-22   | Al-Karkh                                    | 2 - 1                                       | Al-Kahraba                                  | Stadio internazionale Al-Madina, Baghdad    |
| 2022-23   | Al-Quwa Al-Jawiya                           | 1 - 0                                       | Erbil                                       | Stadio internazionale Al-Madina, Baghdad    |
| 2023-24   | Al-Shorta                                   | 1 - 0                                       | Al-Quwa Al-Jawiya                           | Stadio Al-Shaab, Baghdad                    |
| 2024-25   | Duhok                                       | 0 - 0 (5-3 dtr)                             | Zakho                                       | Stadio Al-Shaab, Baghdad                    |

## Vittorie per squadra
| Club               | Vittorie | Stagioni                                                                                       |
| ------------------ | -------- | ---------------------------------------------------------------------------------------------- |
| Al-Zawraa          | 16       | 1976, 1979, 1981, 1982, 1989, 1990, 1991, 1993, 1994, 1995, 1996, 1998, 1999, 2000, 2017, 2019 |
| Al-Quwa Al-Jawiya1 | 6        | 1978, 1992, 1997, 2016, 2021, 2023                                                             |
| Al-Talaba          | 2        | 2002, 2003                                                                                     |
| Al-Rasheed         | 2        | 1987, 1988                                                                                     |
| Al Jaish           | 2        | 1980, 1983                                                                                     |
| Al-Karkh           | 1        | 2022                                                                                           |
| Al-Sinaa           | 1        | 1984                                                                                           |
| Naft Al-Basra      | 1        | 1949                                                                                           |
| Al-Shorta          | 1        | 2024                                                                                           |
| Duhok              | 1        | 2025                                                                                           |

Note
1 Il numero di vittorie ottenute dall'Al-Quwa Al-Jawiya quelle conseguite come Al Tayaran.